# Radosław Sikorski

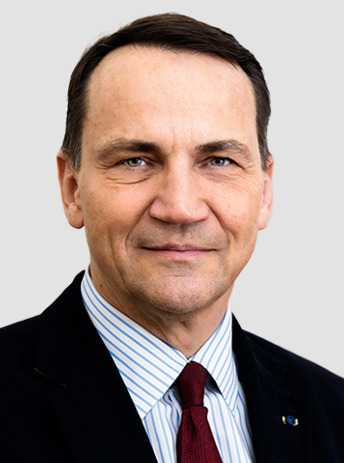
Radosław Sikorski (2023)

Radosław Tomasz Sikorski (anhörenⓘ [raˈdɔswaf ˈtɔmaʃ ɕiˈkɔrskʲi]; * 23. Februar 1963 in Bydgoszcz), oft bezeichnet mit der Kurzform Radek Sikorski, ist ein polnischer Journalist und Politiker (ROP, PO). Er gehörte von 2005 bis 2007 dem Senat der Republik Polen und von 2007 bis 2015 dem Sejm in dessen VI. und VII. Wahlperiode an. Seit Dezember 2023 ist er polnischer Außenminister im dritten Kabinett von Donald Tusk, ein Amt, das er von November 2007 bis September 2014 nach seinem Beitritt zur PO schon einmal innehatte. Zuvor gehörte er von Oktober 2005 bis Februar 2007 als parteiloser Verteidigungsminister einer von der Partei Prawo i Sprawiedliwość (PiS) geführten Minderheitsregierung an. Von September 2014 bis Juni 2015 übte er das Amt des Sejmmarschalls aus und war von Juli 2019 bis Dezember 2023 Mitglied des Europäischen Parlaments.

## Familie, Ausbildung und Beruf
Sikorskis Vater Jan († 2012) war Bauingenieur, beide Eltern engagierten sich in der Solidarność. Ihr Sohn besuchte in seiner Heimatstadt Bydgoszcz das Gymnasium und leitete ein innerschulisches Streikkomitee. Nach dem Abitur verließ er 1981 die Volksrepublik Polen für eine Sprachreise. Als er sich im Vereinigten Königreich aufhielt, wurde in Polen das Kriegsrecht verhängt, daher beantragte er im Königreich politisches Asyl. Dort absolvierte er u. a. bei Leszek Kołakowski den Studiengang Philosophy, Politics and Economics am Pembroke College der University of Oxford. Während seines Studiums war er Mitglied der Studentenverbindung Bullingdon Club.
Seit 1984 besaß Sikorski auch die britische Staatsbürgerschaft, gab diese 2006 jedoch auf.
Nach seinem Studium arbeitete Sikorski als Journalist und schrieb als freier Mitarbeiter für den Spectator und den Observer. 1986 reiste er nach Afghanistan, um sich den Mudschahiden im Kampf gegen die sowjetische Invasion anzuschließen und war zusätzlich für den Daily Telegraph Kriegskorrespondent. Er beobachtete dabei, wie die Mudschachiden amerikanische Flugabwehrraketen des Modells FIM-92 Stinger abfeuerten, was bewies, dass die USA den afghanischen Widerstandskämpfern Waffen lieferten. 1987 fotografierte er in Herat eine während einer Bombardierung getötete afghanische Familie. Für diese Fotografie wurde ihm 1988 der World Press Photo Award verliehen. 1988 kehrte er in das Vereinigte Königreich zurück und berichtete anschließend als Krigeskorrespondent für den National Review in Angola und Jugoslawien. Nach dem Systemwechsel in Polen kehrte er in sein Heimatland zurück und war dort bis 1991 Auslandskorrespondent für den Sunday Telegraph sowie Berater des Medienunternehmers Rupert Murdoch.
Nach beiderseits bestätigten Angaben war Sikorski während seines Studiums mit der späteren britischen Schauspielerin Olivia Williams liiert. Seit 1992 ist Sikorski mit der US-amerikanischen Historikerin Anne Applebaum verheiratet und hat mit ihr zwei Söhne. Er besitzt einen Gutshof in Chobielin, den sein Vater 1989 in baufälligem Zustand erworben hatte.
Im Februar 2024 teilte Sikorski mit, dass einer seiner Söhne in der US Army dient.

## Politische Laufbahn
1992 wurde Sikorski stellvertretender Verteidigungsminister im nur sechs Monate amtierenden Kabinett von Jan Olszewski, einem Gewährsmann von Jarosław Kaczyński, der aber nach seiner Abwahl Kaczyńskis damalige Partei Porozumienie Centrum verließ. Bei der Parlamentswahl 1997 kandidierte er erfolglos für Olszewskis neue Partei Ruch Odbudowy Polski zum Sejm, da die Partei im Wahlkreis Bydgoszcz keinen Sitz errang. Von 1998 bis 2001 war er stellvertretender Außenminister im Kabinett von Jerzy Buzek, unter dem Polen der NATO beitrat. Ab 2002 arbeitete Sikorski als Direktor der New Atlantic Initiative im einflussreichen American Enterprise Institute in Washington. Bei der Parlamentswahl 2005 wurde der damals Parteilose über die Liste der Prawo i Sprawiedliwość (PiS) im Wahlkreis Bydgoszcz in den Senat gewählt. Am 31. Oktober 2005 wurde Sikorski von Premier Kazimierz Marcinkiewicz (PiS) als Verteidigungsminister in dessen rechts-konservativer Minderheitskoalition vorgeschlagen. Er bekleidete dieses Amt, auch im folgenden Kabinett von Jarosław Kaczyński, zwischen Dezember 2005 und Februar 2007.
Seit Herbst 2007 ist Sikorski Mitglied der Partei Platforma Obywatelska (PO), die bei der Parlamentswahl 2007 stärkste Kraft im Sejm wurde. Sikorski wurde, wie auch 2011 in den Sejm gewählt. Am 10. November 2007 gab Premier Donald Tusk Sikorskis Ernennung zum Außenminister seines ersten Kabinetts bekannt. Dieses Amt bekleidete er auch in Tusks zweitem Kabinett. 2009 galt er als Kandidat für das Amt des NATO-Generalsekretärs. Sikorski bewarb sich in seiner Partei um die Kandidatur für die Präsidentschaftswahl 2010. Er unterlag jedoch in der parteiinternen Urabstimmung am 27. März 2010 seinem Gegenkandidaten Bronisław Komorowski.
Als Tusk am 22. September 2014 vom Amt des Premiers zurücktrat, da er zum Präsidenten des Europäischen Rates gewählt worden war, löste ihn die bisherige Sejmmarschallin Ewa Kopacz ab. Ihr bisheriges Amt übernahm Sikorski am 24. September 2014. Zum Nachfolger Sikorskis im Amt des Außenministers wurde der bisherige Vorsitzende des parlamentarischen Ausschusses für Außenpolitik Grzegorz Schetyna ernannt.
Im Juni 2015 trat Sikorski wegen einer Affäre um die Veröffentlichung insgeheim abgehörter Gespräche (siehe #Kontroversen) als Sejmmarschall zurück. Er wurde zunächst von seinem ältesten Stellvertreter, Jerzy Wenderlich von der Partei Sojusz Lewicy Demokratycznej (SLD), kommissarisch vertreten. Zur Parlamentswahl 2015 trat er nicht mehr an. Im November desselben Jahres wurde Sikorski als Senior Fellow an das Zentrum für Europastudien der Harvard University berufen. Bei der Europawahl 2019 wurde er für das pro-europäische Wahlbündnis Koalicja Europejska, an dem sich die PO beteiligt hatte, ins Europäische Parlament gewählt. Er legte das Mandat am 12. Dezember 2023 nieder. Für ihn rückte Krzysztof Brejza nach.
Am 13. Dezember 2023 wurde Sikorski zum Außenminister in Premierminister Tusks drittem Kabinett ernannt. Seine erneute Berufung zum Außenminister wurde als Zeichen gewertet, dass Tusk bei der Zusammenstellung seiner Regierung, soweit frei von den personellen Verpflichtungen des Koalitionsabkommens, auf diensterfahrene, ältere und vorwiegend männliche Politiker zurückgreift. Sikorski galt als Kandidat für die Leitung eines neuen EU-Verteidigungsressorts. Im Dezember 2024 wurde aber der litauische Ex-Premierminister Kubilius berufen.
Im Herbst 2024 brachte sich Sikorski als Präsidentschaftskandidat 2025 des Wahlbündnisses Koalicja Obywatelska in Stellung. Bei den parteiinternen Vorwahlen am 22. November unterlag er dem Warschauer Stadtpräsidenten Rafał Trzaskowski.

## Politische Positionen

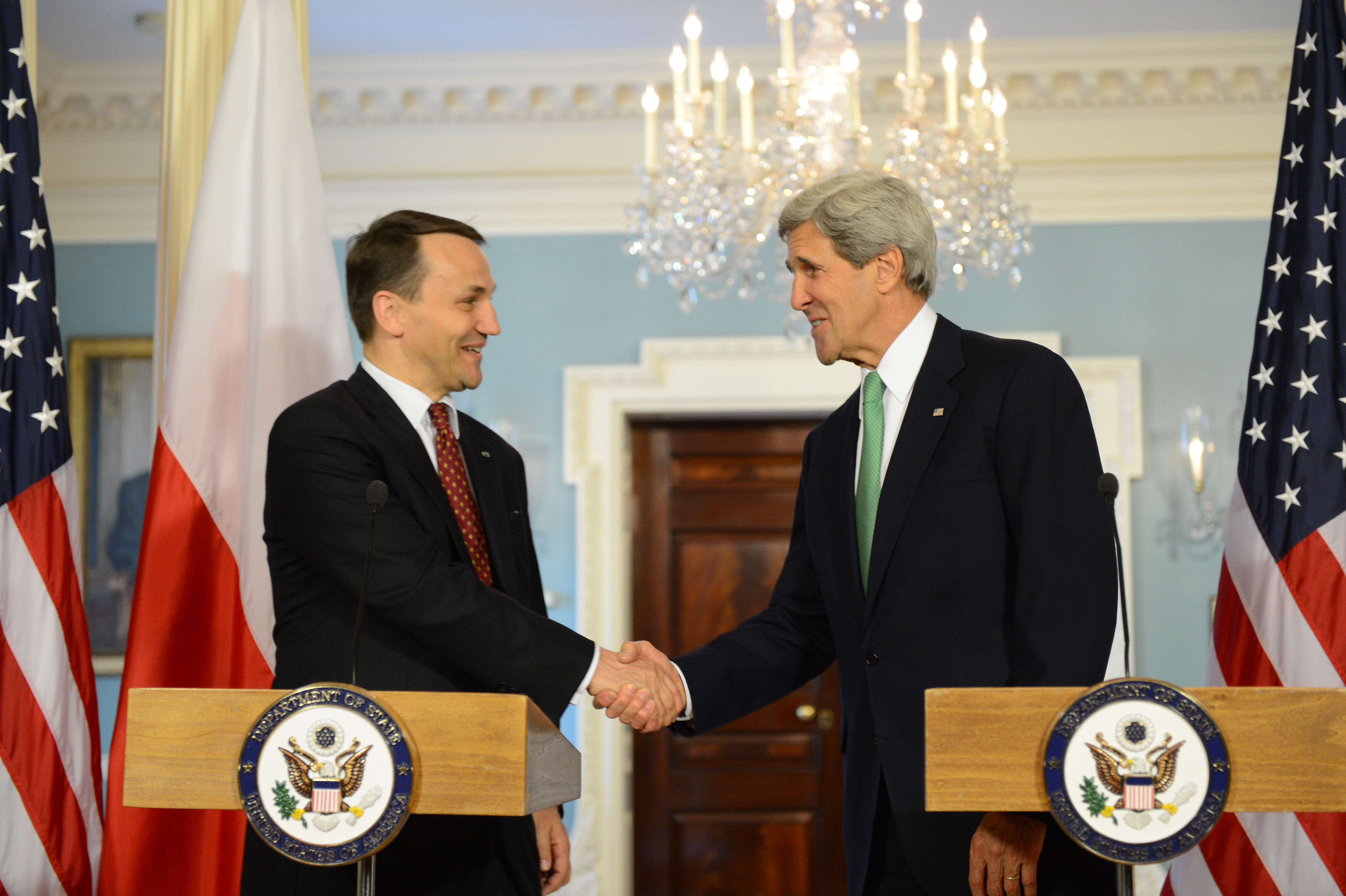
Sikorski mit US-Außenminister John Kerry, 2013

Sikorski gilt als proeuropäisch und befürwortet insbesondere eine aktive Rolle Deutschlands in der europäischen Politik. So fürchte er „deutsche Macht […] heute weniger als deutsche Untätigkeit“.
Sikorski unterstützt die Stationierung von NATO-Truppen in Polen und anderen Staaten Ostmitteleuropas sowie die Positionierung von US-Raketenabwehrsystemen in seinem Land. Zugleich sprach er sich mehrmals für den Dialog mit der Russischen Föderation aus, fordert jedoch auch insbesondere vor dem Hintergrund des Russisch-Ukrainischen Krieges notfalls schärfere Sanktionen gegen das Land. Sikorski hatte 2010 noch die Mitgliedschaft Russlands in der NATO postuliert und hob auf die erfolgreiche Zusammenarbeit im Gashandel ab. Nach dem Beginn des Krieges im Donbas ab 2014 und der Annexion der Krim durch Russland änderte er seine Haltung. 2019 befürwortete er Sanktionen gegenüber Russland und warb angesichts der Stationierung weiterer US-Truppen in Polen um Verständnis für polnische Sicherheitskonzepte. Noch 2020 verbat sich Sikorski dagegen einen Vergleich Wladimir Putins mit früheren sowjetischen Politführern; Russland sei kein Feind. Anderseits sprach er im Januar 2021 davon, dass die Bedrohung durch Russland in Deutschland unterschätzt werde und hoffte auf ein Umdenken in Bezug auf Nord Stream 2. Nach Eskalation des Ukrainekrieges 2022 gehörte er zu den Kritikern der Bundesregierung.
Im Februar 2014 vertrat Sikorski während der Revolution des Euromaidan mit seinen Amtskollegen Frank-Walter Steinmeier und Laurent Fabius die Europäische Union bei Verhandlungen zwischen dem damaligen ukrainischen Präsidenten Wiktor Janukowytsch und den Vertretern der Regierungsgegner. Dabei warnte er die anwesenden Oppositionsführer, wenn sie diese Übereinkunft nicht unterstützen sollten, würde die ukrainische Regierung den Ausnahmezustand ausrufen und sie alle würden sterben.
Am 21. Februar 2014 unterschrieben Janukowytsch und drei Vertreter der Regierungsgegner die Vereinbarung über die Beilegung der Krise in der Ukraine. Sikorski, Fabius und Steinmeier unterschrieben als Zeugen.
Anhand seiner öffentlichen Äußerungen wurde Sikorski oft als proamerikanisch eingeschätzt, woran im Zuge der polnischen Abhöraffäre 2014 Zweifel aufkamen. Sikorski macht sich seit Jahren für die Opposition gegen den belarussischen Diktator Aljaksandr Lukaschenka und Sanktionen gegen dessen Regime stark. Für eine Amtshilfe von Polens Behörden zugunsten der belarussischen Staatsanwaltschaft, die einer Weisung seines Hauses widersprach, entschuldigte er sich 2011 öffentlich.
Sikorski gilt den Kreisen um die PiS-Partei (analog zur ersten Obama-Administration in den USA) als Protagonist eines sogenannten Reset in den polnisch-russischen Beziehungen. Ihm sowie Premierminister Tusk werden übermäßige Konzilianz etwa in der Geschichtspolitik und Indiskretion von dienstlichen Interna gegenüber russischen Stellen zulasten der Sicherheitsinteressen Polens vorgeworfen. Auch soll er seinen Einfluss auf die Gegenseite überschätzt haben: Einmal sei etwa, so ein ehemaliger Botschafter, seine Delegation in Moskau entgegen der Erwartung nicht zum Präsidenten vorgelassen worden. In der Regierungszeit der PiS produzierte das staatliche Fernsehen TVP einen tendenziösen Dokumentarfilm zum Thema. Szenen aus der Zeit einer vorgeblichen Entspannung der Beziehungen beider Länder mit Beteiligung von Putin und dem russischen Außenminister Sergei Lawrow wurden zudem als Material im Film und als suggestive Einspieler in den Nachrichten von TVP genutzt, um die Außenpolitik dieser Jahre zu diskreditieren. Der ehemalige Außenminister verwehrte sich gegen die Anschuldigungen.
Schon 2007 urteilte die Zeit, Sikorski sei „kein Transatlantiker par excellence“. Als polnischer Außenminister werde er die bedingungslose Ausrichtung auf die USA nicht unbedingt beibehalten: „Sikorski ist ein Patriot – und polnischen Patrioten liegt viel an engen Beziehungen zu den USA. Aber er kehrte auch deshalb nach Polen zurück, damit seine Söhne nicht gänzlich ‚amerikanisiert‘ würden. Es ist das Polnische, das für Sikorski zählt, auch in der Politik, in den diplomatischen Beziehungen, bei Verhandlungen oder Verträgen.“ 2008 wurde ihm sowie Tusk im Stern ein pragmatischeres, mehr am Nutzen orientiertes Verhältnis zu den USA bescheinigt, als noch früheren Regierungen.
Erneut im Außenamt, forderte er Ende 2023 die Mobilisierung der OECD-Volkswirtschaften gegen Russland. Gegenüber einer Stationierung von Bundeswehrsoldaten im eigenen Land zeigte er sich Anfang 2024 offen und sieht darin ein Mittel, die bilateralen Beziehungen zu festigen. Den Vorschlag Emmanuel Macrons vom März 2024, zu bestimmten Zwecken Bodentruppen aus NATO-Mitgliedsstaaten in die Ukraine zu entsenden, bezeichnete er als „nicht undenkbar“, was als Unterstützung gewertet wurde. Regierungschef Tusk sprach sich gegen solche Überlegungen aus. Im September 2024 drängte er auf den Abschuss russischer Drohnen in Grenznähe bereits im Luftraum der Ukraine. An der Jahreswende 2024/25 widersprach Sikorski allerdings gemeinsam mit Tusk einer Anregung Macrons, der die Entsendung polnischer Friedenstruppen in die Ukraine vorschlug. Ebenso widersprach er auf der Münchener Sicherheitskonferenz im Februar 2025 der zuletzt von Selenskyj erhobenen Forderung nach einer europäischen Armee. Er warnte zudem vor "leeren Sicherheitsgarantien". Allerdings verband er dies mit der Forderung nach einer europäischen Wiederaufrüstungsbank.
Sikorski erklärte bei einem Staatsbesuch in den USA anlässlich der 25-jährigen Mitgliedschaft Polens in der NATO offen, dass Kräfte einzelner Bündner längst in der Ukraine tätig seien, wenn auch nicht als Kämpfer. Etwas später wiederholte er dies in deutschen Medien, verbunden mit dem Appell an die Bundesregierung, der Ukraine Marschflugkörper vom Typ Taurus zur Verfügung zu stellen. Im Anschluss an den mit Präsident Duda und Premier Tusk unternommenen Staatsbesuch gab er bekannt, 50 Botschafter entlassen zu wollen, die überwiegend in der Regierungszeit der PiS ernannt worden waren. Letztendlich liegt die Entscheidung hierüber beim Präsidenten. Anfang Juni wurde die Ablösung der Botschafter Polens in Italien, Lettland, Peru und bei der NATO bekannt. Zwei Nachfolgern verweigerte Duda seine Zustimmung, darunter der PO-Politiker und ehemalige Verteidigungsminister Bogdan Klich, der Marek Magierowski als Botschafter Polens in den USA nachfolgen sollte. Klich wurde im November als „Bevollmächtigter der Gesandtschaft“ vorgestellt, nachdem der Botschaft nach dem Rückzug Magierowskis interimistisch Karrierediplomaten vorgestanden hatten. Mit Stand vom Sommer 2024 wurde knapp ein Viertel der polnischen Botschaften von Geschäftsträgern geleitet.
Im Zuge der Migrationskrise an der Grenze zwischen Belarus und der Europäischen Union kündigte Sikorski im Juni 2024 eine Informationskampagne in den Herkunftsländern an, die potenzielle Migranten abschrecken soll.
Auf der Konferenz zur europäischen Strategie von Jalta, die am 13. und 14. September in Kiew stattfand, forderte Sikorski von den Regierungen der EU, dass es „keine finanziellen Anreize für die Flucht vor dem Wehrdienst in der Ukraine“ geben dürfe, um „die Kriegsanstrengungen der Ukraine zu unterstützen“.

## Kontroversen
Als Außenminister versprach Sikorski 2010 der belarussischen Regierung unter Aljaksandr Lukaschenka Kredite, die durch die Europäische Union abgesichert werden sollten. Bedingung sei die Einstellung von Repressalien gegen Oppositionelle in Minsk gewesen. Auch stellte Sikorski Investitionen polnischer Konzerne in Belarus in Aussicht. Er gab selbst an, dass er Minsk eine europäische Perspektive aufzeigen wollte. Allerdings waren seine Initiativen nicht mit Brüssel abgestimmt, sodass keines seiner Versprechen realisiert werden konnte. Dem zunächst interessierten Lukaschenka blieb nach Meinung polnischer Kommentatoren keine andere Wahl, als sich wieder voll und ganz Moskau unterzuordnen.
Die Veröffentlichung von Mitschnitten privat geführter Gespräche Sikorskis im Juni 2014 sorgte für internationales Aufsehen. In den abgehörten Gesprächen kritisierte er nicht nur die „wertlosen“ Beziehungen Polens zu den Vereinigten Staaten, sondern auch Premier Tusks Politik als „fehlerhaft“ und lehnte die EU-Positionen des britischen Premiers David Cameron ab: „Er hat den EU-Fiskalpakt gefickt. Er kapiert einfach gar nichts!“ Über Polen äußerte er: „Das Problem in Polen ist, dass wir einen zu niedrigen Stolz und eine zu geringe Selbsteinschätzung haben. … So ein Negertum.“ Vulgär sprach er vom Verhältnis seiner Landsleute zu den US-amerikanischen Bündnispartnern. Das Bündnis gebe den Polen ein „falsches Gefühl von Sicherheit“. Unter anderem sagte er: „Wir sind der Meinung, dass alles super ist, weil wir den Amerikanern einen geblasen haben. Das ist absolut naiv.“
Sikorski sorgte Mitte Oktober 2014 für einen politischen Eklat, als er gegenüber der Tageszeitung Politico erklärte, im März 2008 habe Putin in Moskau Tusk vorgeschlagen, die „künstliche Ukraine“ gemeinsam militärisch zu zerschlagen und zwischen Russland und Polen aufzuteilen. Putin habe dabei für Polen die Einverleibung der westukrainischen Stadt Lemberg, die früher zu Polen gehört hatte, vorgesehen. Sikorski nahm seine aufsehenerregende Aussage im Folgenden zurück. Zuerst erklärte er sie für nicht autorisiert und „überinterpretiert“; anschließend räumte er ein, dass es das Treffen zwischen Putin und Tusk nicht gegeben habe, sein Gedächtnis habe „versagt“.
Ende September 2022 postete Sikorski nach der Zerstörung der Nord-Stream-Pipelines auf Twitter ein Bild der Havarie mit der Überschrift „Thank you, USA“, das er später wieder entfernte. Darauf behauptete er, bei den Tätern handele es sich um Polen, Ukrainer oder ein Unternehmen aus den USA. US-amerikanische wie polnische Stellen und Politiker distanzierten sich von diesen Aussagen. Ähnliches gab Sikorski im März 2024 gegenüber Rzeczpospolita an: „interessierte Kreise“ hätten die Leitungen unter Mitwisserschaft der US-Regierung gesprengt.
Im Januar 2023 erregte Sikorski Aufmerksamkeit mit der Aussage, die PiS-geführte polnische Regierung habe in den ersten zehn Kriegstagen des russisch-ukrainischen Krieges, je nach Verlauf, über eine Teilung der Ukraine sinniert. Dies wurde von Regierungsvertretern wie Piotr Müller und auch oppositionellen Kreisen scharf zurückgewiesen. Auch bediene dies russische Propagandanarrative.
Im Februar 2023 deckte die niederländische Tageszeitung NRC Handelsblad in einem Artikel über Lobbyisten und Korruption im Europaparlament auf, dass Sikorski jährlich 93.000 Euro als Berater der Organisatoren einer politischen Konferenz in den Vereinigten Arabischen Emiraten erhalten habe. Überdies habe er Einladungen angenommen, in dortigen Luxushotels kostenlos den Urlaub zu verbringen. Als Abgeordneter des Europaparlaments habe er versucht, kritische Resolutionen gegen seine Geldgeber zu beeinflussen. Sikorski teilte in seiner Stellungnahme zu dem NRC-Artikel mit, er habe stets gemäß den Empfehlungen der Fraktion der Europäischen Volkspartei abgestimmt. Er kooperiert mit der polnischen Antikorruptionsbehörde CBA. Diese beschied im Mai, die von ihm vorgelegten Dokumente seien korrekt. Die Beweisaufnahme wurde zunächst bis August fortgesetzt und danach noch mehrfach verlängert, zuletzt im Dezember 2023. Ende Februar 2024 wurde die Kontrolle abgeschlossen, ohne Sikorski Fehlverhalten nachweisen zu können. Offiziell hatte er die jährlichen Gelder für Beraterleistungen anlässlich von Konferenzen erhalten.
Im August 2023 fiel er mit der Aussage auf, belarussische Hubschrauber, die in den polnischen Luftraum eindrängen, solle man abschießen. Dies wurde als Zeichen gewertet, Sikorski wolle sich als Hardliner profilieren, konträr zu seiner vorherigen Rhetorik, die der PiS-Regierung Panikmache angesichts der Präsenz von Söldnern der Gruppe Wagner im Nachbarland vorwarf.
Auf der Konferenz zur europäischen Strategie von Jalta, die am 13. und 14. September in Kiew stattfand, sorgte Sikorski mit seinem Vorschlag für Aufsehen, die Krim im Rahmen von Friedensverhandlungen unter ein Mandat der Vereinten Nationen zu stellen. Nachdem festgestellt würde, wer die legalen Bewohner der Halbinsel sind, sollte dies ein faires Referendum ermöglichen. Weil die Krim für Russland symbolisch wichtig sei, könne die Souveränität der Ukraine über die Krim nur nach einer Demilitarisierung der Krim gesichert werden. Nach scharfer Kritik der ukrainischen Regierung und von Vertretern der Krimtataren beteuerte Sikorski, diese Aussagen sei eine „hypothetische Diskussion unter Experten im ‚off the record‘-Modus gewesen“, bei der überlegt worden sei, „wie man die Krim zurückgewinnen könnte.“

## Ehrungen
- Auszeichnung für Verdiente um die polnische Kultur
- National Order of Merit (Malta, 2009)[110]
- Verdienstorden I. Klasse (Ukraine, 2009)[111]
- Großkreuz des Nordstern-Ordens (Schweden, 2011)[112]
- Orden des Fürsten Jaroslaw des Weisen III. Klasse (Ukraine, 2011)[113]
- Großoffizier der Ehrenlegion (Frankreich, 2012)
- Kommandeur des Ordens des heiligen Karl (Monaco, 2012)[114]
- Großoffizier des Kronenordens (Belgien, 2013)[115]
- Großoffizier des Drei-Sterne-Ordens (Lettland, 2013)[116]
- Großoffizier des Ordens der Ehre (Griechenland, 2014)[117]
- Komtur mit Stern des Verdienstordens (Ungarn, 2014)[118]
- Orden des Marienland-Kreuzes I. Klasse (Estland, 2014)[119]

## Schriften
- mit Mariusz Brymora und James Pula: 400 years of Polish immigrants in America 1608–2008. Ex Libris, Warschau 2008, ISBN 978-83-89913-47-0.
- The Polish house. An intimate history of Poland. Phoenix, London 1997, ISBN 0-7538-0464-6.
  - Das polnische Haus. Die Geschichte meines Landes. Übersetzung Anne Middelhoek. 2. Auflage. Europäische Verlagsanstalt, Hamburg 2014 (1999), ISBN 978-3-86393-053-0 (Rezension).
- Full circle. A homecoming to free Poland. Simon & Schuster, New York 1997, ISBN 0-684-81102-2.
- Dust of the saints. A journey to Herat in time of war. Chatto & Windus, London 1989, ISBN 0-7011-3436-4.
- Moscow’s Afghan war. Soviet motives and Western interests. Institute for European Defence & Strategic Studies, London 1987, ISBN 0-907967-85-X.